# 加藤喜久子

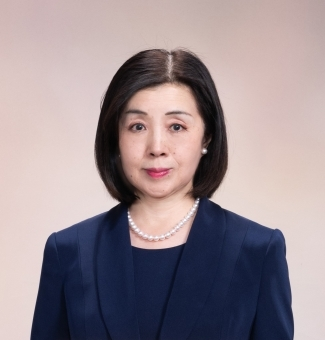
在アルバニア日本国大使館ウェブページより（令和6年1月）

加藤 喜久子（かとう きくこ、1960年2月24日 - ）は、日本の外交官。長野県飯田市出身 。在ハンブルク日本国総領事を経て、2023年（令和5年）10月から駐アルバニア特命全権大使。

## 人物・経歴

### 学歴
- 1979年（昭和54年）長野県飯田高等学校卒業[3]
- 1984年（昭和59年）上智大学外国語学部ドイツ語学科卒業[4]
- 1989年（昭和64年）ドイツ連邦共和国・ボン大学Magister（政治学）[4]

### 職歴[4]
- 1985年（昭和60年）外務省入省
- 1987年（昭和62年）在ハンブルク日本国総領事館
- 1990年（平成2年）経済局国際経済第一課
- 1992年（平成4年）国際連合局国連政策課
- 1993年（平成5年）総合外交政策局国連政策課
- 1994年（平成6年）在ウィーン国際機関日本政府代表部 二等書記官
- 1997年（平成9年）条約局条約課
- 2000年（平成12年）条約局条約課 課長補佐、同年10月総合外交政策局国連政策課 課長補佐
- 2003年（平成15年）在ドイツ日本国大使館 一等書記官
- 2004年（平成16年）国際連合専門官、同年11月国際連合日本政府代表部 一等書記官
- 2007年（平成19年）国際協力局地球環境課 首席事務官
- 2009年（平成21年）国際法局国際法課海洋室長
- 2013年（平成25年）在ハンガリー日本国大使館 一等書記官
- 2014年（平成26年）在ハンガリー日本国大使館 参事官
- 2015年（平成27年）国際法局国際法課国際裁判対策室長
- 2018年（平成30年）在ハンブルク日本国総領事館 総領事
- 2023年（令和5年）特命全権大使 アルバニア共和国

## 同期
- 相木俊宏（21年タジキスタン大使）
- 磯俣秋男（24年スリランカ大使・21年アラブ首長国連邦大使）
- 市川とみ子（23年軍縮会議代表部大使）
- 伊藤恭子（23年チリ大使・20年エチオピア大使）
- 稲垣久生（23年トンガ大使）
- 大菅岳史（22年チュニジア大使・19年国連次席大使・18年外務報道官・17年アフリカ部長）
- 大森摂生（22年ボツワナ大使）
- 島田順二（21年メルボルン総領事）
- 清水信介（22年特命全権大使（アフリカ開発会議（TICAD）担当兼アフリカの角地域関連担当、国連安保理改革担当、安保理非常任理事国選挙担当）・18年チュニジア大使）
- 鈴木秀生（24年特命全権大使（広報外交担当兼国際保健担当、メコン協力担当）・20年チェコ大使・19年国際協力局長・17年地球規模課題審議官）
- 鈴木浩（22年インド大使・20年外務審議官・12年内閣総理大臣秘書官）
- 鈴木亮太郎（21年アイスランド大使）
- 滝崎成樹（20年内閣官房副長官補・19年アジア大洋州局長）
- 竹内一之（22年ザンビア大使）
- 垂秀夫（20年中国大使・19年官房長）
- 中前隆博（22年スペイン大使・19年アルゼンチン大使・17年中南米局長）
- 橋本尚文（22年特命全権大使（人権担当兼国際平和貢献担当）・20沖縄大使・18年イラク大使）
- 福島秀夫（21年パナマ大使・18年ヒューストン総領事）
- 前田徹（21年ブルネイ大使）
- 三澤康（25年関西担当大使・22年タンザニア大使）
- 水嶋光一（21年イスラエル大使・19年領事局長）
- 水越英明（24年スウェーデン大使・21年スリランカ大使・20年国際情報統括官）
- 武藤顕（23年ロシア大使・22年外務省研修所長）
- 森美樹夫（23年ニューヨーク総領事・21年領事局長）
- 山元毅（23年ペルー大使・19年グアテマラ大使・17年東京都外務長）